# Michał Walczak
Michał Walczak (ur. 1979 w Sanoku) – polski dramatopisarz i reżyser. 

## Życiorys
Absolwent I Liceum Ogólnokształcącego im. Komisji Edukacji Narodowej w Sanoku z 1998. Studiował w Szkole Głównej Handlowej w Warszawie, następnie w Akademii Teatralnej w Warszawie na Wydziale Wiedzy o Teatrze oraz Reżyserii. 
Zadebiutował w 2002 roku dramatem Piaskownica, za który otrzymał nagrodę w konkursie „My na progu nowego wieku”. Sztuka została wystawiona w Teatrze im. J. Szaniawskiego w Wałbrzychu, a reżyserem był Piotr Kruszczyński. Ten sam reżyser zrealizował Kopalnię – dramat napisany przez Walczaka na specjalne zamówienie. Piaskownicę wystawiono również w Teatrze Narodowym (reż. Tadeusz Bradecki). W 2005 roku zrealizowano na jej podstawie spektakl Teatru Telewizji.
Jego sztuka Podróż do wnętrza pokoju wystawiona w Teatrze Powszechnym w Radomiu przez Adama Srokę zdobyła nagrodę na 9. Ogólnopolskim Konkursie Na Wystawienie Polskiej Sztuki Współczesnej. Sam autor zrealizował ją na scenie Garaż Poffszechny Teatru Powszechnego w Warszawie (2003), debiutując jako reżyser. Na jej podstawie nakręcono również spektakl Teatru Telewizji. Sztuka ta została nagrodzona na Krajowym Festiwalu Teatru Polskiego Radia i Teatru TV „Dwa Teatry” w Sopocie za oryginalny polski tekst dramatyczny.
Ponadto Walczak napisał dramaty Rzeka, Kac (Teatr Nowy w Łodzi, reżyseria własna), Nocny autobus (Teatr Stary w Krakowie, reż. Jarosław Tumidajski), Całe życie Jarosława, Pierwszy raz (Teatr Narodowy w Warszawie, reż. Tadeusz Bradecki).
Od 2012 pisze scenariusze przedstawień kabaretu „Pożar w Burdelu”. Jest też wraz z Maciejem Łubieńskim jego współtwórcą.
Od 1 września 2021 pełni funkcję Dyrektora Teatru Rampa w Warszawie.

## Twórczość dramatyczna
- Piaskownica (2002)
- Podróż do wnętrza pokoju (2003)
- Dziwna rzeka (2003)
- Kopalnia (2004)
- Pierwszy raz
- Polowanie na łosia (2009)
- Amazonia (2011)

## Nagrody
- 1995 – II nagroda w sanockim konkursie literackim im. Grzegorza z Sanoka za opowiadanie „Burza“[8].
- 2002 – I nagroda dla „Piaskownicy“ w konkursie „My na progu nowego wieku“ Śródmiejskiego Forum Kultury w Łodzi[9].
- 2002 – Nagroda w konkursie "Radom Odważny" dla "Podróży do wnętrza pokoju"[9].
- 2002 – Nagroda w konkursie warszawskiego Stowarzyszenia Drama za „Podróż do wnętrza pokoju“[9].
- 2002 – III Nagroda na V Ogólnopolskim Konkursie Literackim im. Stanisława Grochowiaka (kategoria: dramat i słuchowisko)[10]
- 2003 – Nagroda za oryginalny tekst sztuki „Podróż do wnętrza pokoju“ na 9. Ogólnopolskim Konkursie na Wystawienie Polskiej Sztuki Współczesnej w Warszawie[9].
- 2003 – Nagroda w konkursie Ministra Kultury za sztukę „Podróż do wnętrza pokoju“[8].
- 2004 – Nagroda za dramat „Piaskownica“ na Międzynarodowym Festiwalu Sztuk dla Dzieci i Młodzieży Kon-teksty w Poznaniu[9].
- 2005 – Nagroda za sztukę „Kopalnia“ na 11. Ogólnopolskim Konkursie na Wystawienie Polskiej Sztuki Współczesnej w Warszawie[9].
- 2005 – Nagroda za oryginalny tekst dramatyczny, w sztuce „Podróż do wnętrza pokoju“ na 5. Festiwalu Teatru Polskiego Radia i Teatru Telewizji Polskiej "Dwa Teatry" w Sopocie[9].
- 2006 – Europejska nagroda autorska za dramat „Pierwszy raz“ na Heidelberger Stückemarkt[9].
- 2007 – II nagroda za sztukę „O człowieku z bogiem w szafie“ na Konkursie na Dramat Inspirowany Życiem, Myślą i Twórczością Jana Pawła II[9][11].
- 2011 – Nagroda za najciekawszą sztukę dla dzieci i młodzieży „Janosik. Naprawdę prawdziwa historia“ na V Międzynarodowym Festiwalu Sztuk Współczesnych dla Dzieci i Młodzieży Kon-Teksty w Poznaniu[9].